# Фелоника
Фело̀ника (на италиански и на местен диалект: Felonica) е село в Северна Италия, община Сермиде и Фелоника, провинция Мантуа, регион Ломбардия. Разположено е на 11 m надморска височина.
Фелоника е най-източното село на регион Ломбардия.